# Sebastián Blázquez
Sebastián Blázquez (n. Bahía Blanca, Argentina; 27 de noviembre de 1979) es un exfutbolista y entrenador argentino de fútbol que actualmente entrena al Deportivo Quito de la Segunda Categoría de Ecuador. En su etapa de futbolista se desempeñaba como portero.

## Trayectoria

### Como futbolista
Su primer club fue Talleres (RdE). En 2002 pasó al Veléz Sársfield, y luego, en el 2004 fue transferido a San Martín de San Juan para el que jugó hasta 2006 cuando el Club Atlético Colón lo contrató. En 2009 se convierte en un nuevo jugador del Deportivo Cali de Colombia. Faltando pocos días para la culminación de ese año acordó su vinculación al Olimpia de Paraguay.
En enero de 2013 se convierte en refuerzo de Club Sportivo Independiente Rivadavia. El 25 de febrero hace su debut oficial con la camiseta de la "Lepra" por la suspensión del Arquero titular César Taborda y fue con victoria de su equipo 2 a 1.
En julio de 2013 se une a Belgrano de Córdoba. Para 2014 firmó contrato con el club ecuatoriano Mushuc Runa Sporting Club y jugó en tierra ecuatoriana dicha temporada.

### Como entrenador
Blázquez comenzó dirigiendo al equipo sub-20 de Aucas de Ecuador en 2023, donde consiguió el título nacional y alcanzó el cuarto lugar en la Copa Libertadores Sub-20 de 2024. Posteriormente, asumió como entrenador del equipo principal el 6 de agosto de 2024 y permaneció en el cargo hasta el 11 de septiembre del mismo año. Durante su corto período como técnico, dirigió solo cinco partidos por la LigaPro y uno por la Copa Ecuador, obteniendo un empate y cuatro derrotas, sin lograr ninguna victoria. Los resultados fueron: empate 0-0 contra El Nacional, derrotas 0-2 ante Técnico Universitario, 0-1 contra Liga de Quito, 0-2 frente a Independiente del Valle, y 0-1 ante Libertad, que eliminó al equipo de la Copa Ecuador. La falta de buenos resultados generó malestar entre los hinchas, lo que llevó a la directiva a tomar la decisión de despedirlo tras solo un mes en el cargo.
El 7 de enero de 2025, fue contratado como entrenador del Deportivo Quito para disputar el campeonato provincial de Pichincha de la Segunda Categoría de Ecuador, en reemplazo del ecuatoriano Carlos Castro.

## Clubes

### Como futbolista
| Club                   | País      | Año       | PJ | Goles |
| ---------------------- | --------- | --------- | -- | ----- |
| Talleres (RdE)         | Argentina | 1997-2002 | 50 | 0     |
| Veléz Sársfield        | Argentina | 2002-2004 | 1  | 0     |
| San Martín de San Juan | Argentina | 2004-2006 | 4  | 0     |
| Colón                  | Argentina | 2006-2008 | 40 | 0     |
| Deportivo Cali         | Colombia  | 2009      | 36 | 0     |
| Olimpia                | Paraguay  | 2010      | 8  | 0     |
| Patronato              | Argentina | 2010-2011 | 8  | 0     |
| Técnico Universitario  | Ecuador   | 2012      | 47 | 1     |
| Huracán                | Argentina | 2013      | 0  | 0     |
| Belgrano               | Argentina | 2013      | 4  | 0     |
| Mushuc Runa            | Ecuador   | 2014      | 41 | 0     |
| Aucas                  | Ecuador   | 2015-2016 | 70 | 0     |
| Villa Dálmine          | Argentina | 2017-2018 | 3  | 0     |
| Deportivo Laferrere    | Argentina | 2018-2019 | 39 | 0     |

### Como entrenador
| Club            | País    | Año           |
| --------------- | ------- | ------------- |
| Aucas Sub-20    | Ecuador | 2023-2024     |
| Aucas           | Ecuador | 2024          |
| Deportivo Quito | Ecuador | 2025-presente |